# Bactris ferruginea
Bactris ferruginea är en enhjärtbladig växtart som beskrevs av Karl Ewald Maximilian Burret. Bactris ferruginea ingår i släktet Bactris och familjen Arecaceae. Inga underarter finns listade i Catalogue of Life.